# Nephelistis camura
Nephelistis camura là một loài bướm đêm trong họ Noctuidae.